# Raphael p’Mony Wokorach
Raphael p’Mony Wokorach M.C.C.J. (ur. 21 stycznia 1961 w Ojigo) – ugandyjski duchowny rzymskokatolicki, komobnianin, biskup diecezjalny Nebbi w latach 2021-2024, arcybiskup Gulu od 2024. 

## Życiorys

### Prezbiterat
Święcenia kapłańskie przyjął 25 września 1993 w zgromadzeniu kombonianów. Pracował jako misjonarz w Demokratycznej Republice Konga, Togo, Stanach Zjednoczonych oraz w Kenii. W latach 2011–2013 był zastępcą przełożonego kenijskiej prowincji zakonnej. W 2015 został mianowany wizytatorem apostolskim dla zgromadzenia Apostołowie Jezusa, a trzy lata później objął funkcję papieskiego komisarza.

### Episkopat
31 marca 2021 roku został mianowany przez papieża Franciszka biskupem diecezji Nebbi. Sakry udzielił mu 14 sierpnia 2021 arcybiskup John Baptist Odama. 22 marca 2024 został przeniesiony przez papieża Franciszka na urząd arcybiskupa metropolity Gulu.